# Qualificazioni alla Coppa d'Asia 2011
Questa voce raccoglie un approfondimento sui risultati degli incontri e sulle classifiche per l'accesso alla fase finale della Coppa d'Asia 2011.

## Turno preliminare
| Squadra 1 | Totale | Squadra 2 | Andata | Ritorno |
| --------- | ------ | --------- | ------ | ------- |
| Libano    | 6 - 1  | Maldive   | 4 - 0  | 2 - 1   |

| Arbitro: | Naser Al-Ghafary |

|                                                   |           |  |
| El Ali 5’ Yaacoub 11’ Atwi 13’ (rig.) Ghaddar 39’ | Marcatori |  |

| Arbitro: | Rosdi Shahrul |

|                    |           |                         |
| 22’ Shamweel Qasim | Marcatori | Korhani 9’ Al Jamal 75’ |

## Secondo turno

### Girone A
| Squadra   | P.ti | G | V | P | S | RF | RS | DR  |
| --------- | ---- | - | - | - | - | -- | -- | --- |
| Giappone  | 15   | 6 | 5 | 0 | 1 | 17 | 4  | +13 |
| Bahrein   | 12   | 6 | 4 | 0 | 2 | 12 | 6  | +6  |
| Yemen     | 7    | 6 | 2 | 1 | 3 | 7  | 9  | -2  |
| Hong Kong | 1    | 6 | 0 | 1 | 5 | 1  | 18 | -17 |

| Squadra   | Giappone (bandiera) | Bahrein (bandiera) | Yemen (bandiera) | Hong Kong (bandiera) |
| --------- | ------------------- | ------------------ | ---------------- | -------------------- |
| Giappone  | —                   | 2 – 0              | 2 – 1            | 6 – 0                |
| Bahrein   | 1 – 0               | —                  | 4 – 0            | 4 – 0                |
| Yemen     | 2 – 3               | 3 – 0              | —                | 1 – 0                |
| Hong Kong | 0 – 4               | 1 – 3              | 0 – 0            | —                    |

### Girone B
| Squadra   | P.ti | G | V | P | S | RF | RS | DR |
| --------- | ---- | - | - | - | - | -- | -- | -- |
| Australia | 11   | 6 | 3 | 2 | 1 | 6  | 4  | +2 |
| Kuwait    | 9    | 6 | 2 | 3 | 1 | 6  | 5  | +1 |
| Oman      | 8    | 6 | 2 | 2 | 2 | 4  | 4  | 0  |
| Indonesia | 3    | 6 | 0 | 3 | 3 | 3  | 6  | -3 |

| Squadra   | Australia (bandiera) | Kuwait (bandiera) | Oman (bandiera) | Indonesia (bandiera) |
| --------- | -------------------- | ----------------- | --------------- | -------------------- |
| Australia | —                    | 0 – 1             | 1 – 0           | 1 – 0                |
| Kuwait    | 2 – 2                | —                 | 0 – 1           | 2 – 1                |
| Oman      | 1 – 2                | 0 – 0             | —               | 0 – 0                |
| Indonesia | 0 – 0                | 1 – 1             | 2 – 2           | —                    |

### Girone C
| Squadra             | P.ti | G | V | P | S | RF | RS | DR  |
| ------------------- | ---- | - | - | - | - | -- | -- | --- |
| Emirati Arabi Uniti | 9    | 4 | 3 | 0 | 1 | 7  | 1  | +6  |
| Uzbekistan          | 9    | 4 | 3 | 0 | 1 | 7  | 3  | +4  |
| Malaysia            | 0    | 4 | 0 | 0 | 4 | 2  | 12 | -10 |

| Squadra             | Emirati Arabi Uniti (bandiera) | Uzbekistan (bandiera) | Malaysia (bandiera) |
| ------------------- | ------------------------------ | --------------------- | ------------------- |
| Emirati Arabi Uniti | —                              | 0 – 1                 | 1 – 0               |
| Uzbekistan          | 0 – 1                          | —                     | 3 – 1               |
| Malaysia            | 0 – 5                          | 1 – 3                 | —                   |

### Girone D
| Squadra | P.ti | G | V | P | S | RF | RS | DR  |
| ------- | ---- | - | - | - | - | -- | -- | --- |
| Siria   | 14   | 6 | 4 | 2 | 0 | 10 | 2  | +8  |
| Cina    | 13   | 6 | 4 | 1 | 1 | 13 | 5  | +8  |
| Vietnam | 5    | 6 | 1 | 2 | 3 | 6  | 11 | -5  |
| Libano  | 1    | 6 | 0 | 1 | 5 | 2  | 13 | -11 |

| Squadra | Siria (bandiera) | Cina (bandiera) | Oman (bandiera) | Libano (bandiera) |
| ------- | ---------------- | --------------- | --------------- | ----------------- |
| Siria   | —                | 3 – 2           | 0 – 0           | 4 – 0             |
| Cina    | 0 – 0            | —               | 6 – 1           | 1 – 0             |
| Vietnam | 0 – 1            | 1 – 2           | —               | 3 – 1             |
| Libano  | 0 – 2            | 0 – 2           | 1 – 1           | —                 |

### Girone E
| Squadra    | P.ti | G | V | P | S | RF | RS | DR |
| ---------- | ---- | - | - | - | - | -- | -- | -- |
| Iran       | 13   | 6 | 4 | 1 | 1 | 11 | 2  | +9 |
| Giordania  | 8    | 6 | 2 | 2 | 2 | 4  | 4  | 0  |
| Thailandia | 6    | 6 | 1 | 3 | 2 | 3  | 3  | 0  |
| Singapore  | 6    | 6 | 2 | 0 | 4 | 6  | 15 | -9 |

| Squadra    | Iran (bandiera) | Giordania (bandiera) | Thailandia (bandiera) | Singapore (bandiera) |
| ---------- | --------------- | -------------------- | --------------------- | -------------------- |
| Iran       | —               | 1 – 0                | 1 – 0                 | 6 – 0                |
| Giordania  | 1 – 0           | —                    | 0 – 0                 | 2 – 1                |
| Thailandia | 0 – 0           | 0 – 0                | —                     | 0 – 1                |
| Singapore  | 1 – 3           | 2 – 1                | 1 – 3                 | —                    |

## Classifica marcatori
6 reti
- Shinji Okazaki

5 reti
- Ismael Abdullatif

3 reti
- Gao Lin

- Sōta Hirayama

- Noh Alam Shah

2 reti
- Luke Wilkshire
- Salman Isa
- Abdulla Baba Fatadi
- Qu Bo
- Du Wei
- Mohammad Nouri

- Gholamreza Rezaei
- Javad Nekounam
- Bader Al-Mutawa
- Mahmoud El Ali
- Maher Al Sayed
- Firas Al Khatib

- Jehad Al Hussein
- Sutee Suksomkit
- Mohamed Omer
- Ismail Matar
- Ahmad Khalil
- Alexander Geynrikh

- Nguyễn Vũ Phong
- Lê Công Vinh
- Zaher Farid Al-Fadhli
- Ali Al Nono

1 rete
- Tim Cahill
- Dean Heffernan
- Brett Emerton
- Mark Milligan
- Hussain Salman
- Sayed Mohamed Adnan
- Hao Junmin
- Jiang Ning
- Liu Jian
- Yu Hai
- Yang Xu
- Zhang Linpeng
- Cheng Siu Wai
- Bambang Pamungkas
- Boaz Solossa
- Budi Sudarsono
- Majid Gholamnejad
- Karim Bagheri

- Maziar Zare
- Hadi Aghili
- Mehrzad Madanchi
- Yūji Nakazawa
- Marcus Túlio Tanaka
- Yūto Nagatomo
- Tatsuya Tanaka
- Makoto Hasebe
- Shunsuke Nakamura
- Hisato Satō
- Keisuke Honda
- Hatem Aqel
- Amer Deeb
- Odai Al-Saify
- Anas Bani Yaseen
- Musaed Neda
- Ahmad Ajab
- Fayez Bandar

- Yousef Nasser
- Nasrat Al Jamal
- Akram Moghrabi
- Ali Yaacoub
- Abbas Ahmed Atwi
- Mohamad Ghaddar
- Mohamad Korhani
- Mohd Zaquan Adha
- Baddrol Bakhtiar
- Shamweel Qasim
- Khalifa Ayil
- Hassan Rabia
- Fawzi Bashir
- Ismail Sulaiman
- Agu Casmir
- Mustafic Fahrudin
- Aleksandar Đurić
- Abdelrazaq Al Hussain

- Raja Rafe
- Mohamed Al Zeno
- Abdul Fattah Al Agha
- Therdsak Chaiman
- Sultan Bargash
- Farhod Tadjiyev
- Server Djeparov
- Anvar Gafurov
- Bahodir Nasimov
- Timur Kapadze
- Nguyễn Minh Phương
- Phạm Thành Lương
- Sami Abbod
- Akram Al Selwi
- Mohammed Al Abidi

Autoreti
- Aref Thabit Al-Dali (1) (pro Bahrein)